# Qian Ping
Qian Ping (chinesisch 钱萍; * 1964) ist eine ehemalige Badmintonspielerin aus der Volksrepublik China.

## Karriere
Qian Ping gewann 1983 die Denmark Open im Dameneinzel. Im Endspiel der All England 1986 verlor sie gegen Kim Yun-ja mit 6:11 und 11:12. Bei den All England 1987 musste sie im Finale gegen Kirsten Larsen verletzungsbedingt beim Stand von 7:9 im ersten Satz aufgeben. Im gleichen Jahr siegte sie bei den German Open. Durch den Finalsieg im Uber Cup 1984 wurde sie Mannschaftsweltmeisterin mit dem chinesischen Frauenteam.

## Sportliche Erfolge
| Saison | Veranstaltung | Disziplin   | Platz | Name      |
| ------ | ------------- | ----------- | ----- | --------- |
| 1983   | Denmark Open  | Dameneinzel | 1     | Qian Ping |
| 1984   | Uber Cup      | Team        | 1     | China     |
| 1986   | All England   | Dameneinzel | 2     | Qian Ping |
| 1987   | German Open   | Dameneinzel | 1     | Qian Ping |
| 1987   | All England   | Dameneinzel | 2     | Qian Ping |